# Ebenezer Adams
Ebenezer Adams (* 2. Oktober 1765 in New Ipswich, Hillsborough County, New Hampshire; † 15. August 1841 in Hanover, New Hampshire) war ein Hochschullehrer am Dartmouth College in Hanover, New Hampshire.
Adams war eines von 19 Kindern einer Farmerfamilie. 1791 schloss er sein Studium am Dartmouth College mit Auszeichnung ab. Ab 1792 war er Präzeptor an der Leicester Academy in Leicester, Massachusetts, wo er gleichzeitig als Friedensrichter und Postmeister fungierte. Von 1806 bis 1808 war er Lehrer an einer Akademie in Portland, Maine, bevor er als erster Professor für Mathematik und Naturphilosophie an die Phillips Academy in Exeter, New Hampshire wechselte. Nach nur einem Jahr in Exeter erhielt er als Nachfolger von John Hubbard den Lehrstuhl für alte Sprachen am Dartmouth College. Nach wiederum einem Jahr erhielt er stattdessen dort die Professur für Mathematik und Naturphilosophie, die er bis zum Eintritt in den Ruhestand 1833 innehatte. 1818 bis 1820 war er geschäftsführender Präsident der Hochschule.
1812 wurde Adams in die American Academy of Arts and Sciences gewählt, 1813 in die American Antiquarian Society.
Sein Grab befindet sich auf dem Dartmouth College Cemetery.